# 53
| [ Edytuj tabelę ] |                                  |
| Król Armenii      | - 51 Radamist 54                 |
| Cesarz Chin       | - 25 Guangwudi 57                |
| Władca Korei      | - 48 Mobon 53 - 53 T’aejodae 146 |
| Król Nabatei      | - 40 Malichus II 70              |
| Papież            | - 33 Piotr Apostoł 67            |
| Król Partów       | - 51 Wologazes I 78              |
| Cesarz Rzymu      | - 41 Klaudiusz 54                |

Rok 53 / LIII
stulecia: I wiek p.n.e. ~
I wiek ~
II wiek

lata: 43 «
48 «
49 «
50 «
51 «
52 «
53
» 54
» 55
» 56
» 57
» 58
» 63

## Wydarzenia
- 9 czerwca – Neron ożenił się ze swą przybraną siostrą Oktawią.

- Król Partów Wologazes zagarnął Armenię.

## Urodzili się
- 18 września - Trajan, cesarz rzymski (zm. 117).